# Глен-Еко-Парк (Міссурі)
Глен-Еко-Парк (англ. Glen Echo Park) — селище (англ. village) в США, в окрузі Сент-Луїс штату Міссурі. Населення — 122 особи (2020).

## Географія
Глен-Еко-Парк розташований за координатами 38°42′3″ пн. ш. 90°17′47″ зх. д. / 38.70083° пн. ш. 90.29639° зх. д. (38.700843, -90.296287).  За даними Бюро перепису населення США в 2010 році селище мало площу 0,09 км², уся площа — суходіл.

## Демографія
Згідно з переписом 2010 року, у селищі мешкало 160 осіб у 57 домогосподарствах у складі 37 родин. Густота населення становила 1868 осіб/км².  Було 64 помешкання (747/км²).
Расовий склад населення:
| - 91,9 % — чорних або афроамериканців - 8,1 % — білих |

До двох чи більше рас належало 0,0 %. Частка іспаномовних становила 1,3 % від усіх жителів.
За віковим діапазоном населення розподілялося таким чином: 21,2 % — особи молодші 18 років, 60,0 % — особи у віці 18—64 років, 18,8 % — особи у віці 65 років та старші. Медіана віку мешканця становила 41,0 року. На 100 осіб жіночої статі у селищі припадало 81,8 чоловіків;  на 100 жінок у віці від 18 років та старших — 110,0 чоловіків також старших 18 років.
Середній дохід на одне домашнє господарство  становив 83 382 долари США (медіана — 63 750), а середній дохід на одну сім'ю — 92 284 долари (медіана — 90 417). 
Цивільне працевлаштоване населення становило 48 осіб. Основні галузі зайнятості: освіта, охорона здоров'я та соціальна допомога — 37,5 %, науковці, спеціалісти, менеджери — 20,8 %, виробництво — 12,5 %, роздрібна торгівля — 10,4 %.